# Höch Windgällen
Höch Windgällen är en bergstopp i Schweiz.   Den ligger i kantonen Uri, i den centrala delen av landet, 100 km öster om huvudstaden Bern. Toppen på Höch Windgällen är 2 764 meter över havet, eller 871 meter över den omgivande terrängen. Bredden vid basen är 20,9 km.
Terrängen runt Höch Windgällen är huvudsakligen mycket bergig. Närmaste större samhälle är Schwyz, 18,1 km nordväst om Höch Windgällen. 
Trakten runt Höch Windgällen består i huvudsak av gräsmarker. Runt Höch Windgällen är det glesbefolkat, med 11 invånare per kvadratkilometer.